# Монклова
Монклова (на испански: Monclova) е град в североизточния мексикански щат Коауила. Монклова е с население от 198 819 жители (2005 г.), което го прави третият по население град в щата. Намира се на 620 м н.в.. Основан е през 1577 г.